# UNESCO Institute for Lifelong Learning
Das UNESCO Institute for Lifelong Learning (UNESCO-Institut für Lebenslanges Lernen, abgekürzt UIL) hat die Aufgabe, Erwachsenenbildung, Lebenslanges Lernen, informelle Bildung und Alphabetisierung in allen Regionen der Welt zu fördern.

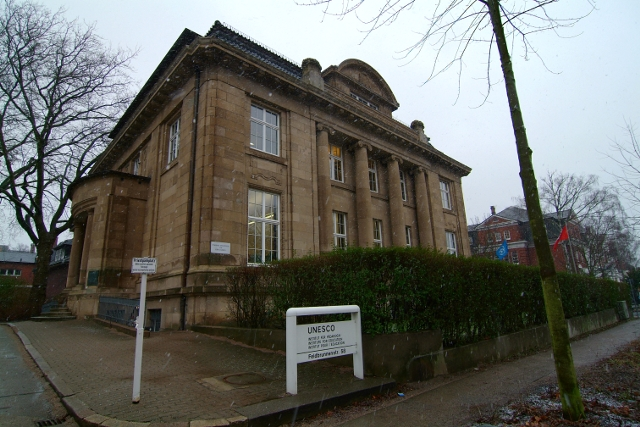
Institute for Lifelong Learning

## Geschichte
Das UIL wurde am 27. Mai 1952 in Hamburg als Stiftung unter dem Namen UNESCO-Institut für Pädagogik (UNESCO Institute for Education, abgekürzt UIP) gegründet, nachdem der erste Direktor des Instituts, Walther Merck, bereits am 1. März 1952 seine Arbeit aufgenommen hatte.
Die Aufgaben des UIP/UIL wurden in der Satzung von 1952 so definiert: „Eine Zentralstelle in Deutschland zu errichten für Verbindungen zwischen Erziehern von verschiedenen Ländern … ohne Vorurteile aufgrund von nationalen, rassischen oder kulturellen Unterschieden …“. Das Institut wurde gegründet, um Völkerverständigung durch Bildung zu fördern. Bald spezialisierte sich das Institut auf Erwachsenenbildung und non-formale Bildung, mit Schwerpunkt auf Entwicklungsländern.

### Lebenslanges Lernen
Mit dem 1972 erschienenen Bericht der UNESCO-Bildungskommission unter Edgar Faure, „Learning To Be“, wurde Lebenslanges Lernen Arbeitsschwerpunkt des Instituts. In den 80er Jahren erwarb sich das Institut eine internationale Reputation durch seine Arbeit im Bereich der Nachalphabetisierung.

### Bedeutende Veranstaltungen
- 1986: Erste Gesamteuropäische Konferenz zur Alphabetisierung
- 1997: Fünfte Internationale Konferenz über Erwachsenenbildung (CONFINTEA V) – Verabschiedung der Hamburger Deklaration und der Agende für die Zukunft, Einrichtung des ALADIN-Netzwerkes (Adult Learning Documentation and Information Network)

### Umbenennung
Zum 1. Juli 2006 änderte sich die Rechtsform des Instituts. Die deutsche Stiftung des UNESCO-Instituts für Pädagogik wurde dem internationalen Rechtsstand der anderen UNESCO-Institute angeglichen und in ein internationales Institut umgewandelt. Die Namensänderung in UNESCO Institute for Lifelong Learning (UIL) sollte dem veränderten thematischen Schwerpunkt Rechnung tragen.

## Ziele und Aufgaben
Das Ziel des Instituts ist es allen Menschen auf der Welt Bildung – formale, non-formale und informale – zu ermöglichen.
Dazu gehören, neben der Analyse und Weiterentwicklung von Konzepten, Methoden, politischen Ansätzen und soziokulturellen Kontexten von Bildung, die Mitwirkung am Aufbau nationaler und lokaler Kapazitäten in den Mitgliedsländern der UNESCO, sowie die Förderung von Netzwerken und Partnerschaften. Ein weiterer wichtiger Bestandteil der Arbeit des UIL ist die Initiierung und Koordinierung kooperativer Forschungsprojekte.

## Aktuelle Projekte und Netzwerke
- LIFE (Literacy Initiative for Empowerment)
- Koordination der Sechsten Internationalen Konferenz über Erwachsenenbildung (CONFINTEA VI)
- Aladin-Netzwerk
- Koordination der Adult Learners Week weltweit
- enge Zusammenarbeit mit der Association for the Development of Education in Africa (ADEA)
- Transferstelle für den BMBF-Förderschwerpunkt Alphabetisierung und Grundbildung

## Abteilungen
- Verwaltung
- Publikationsabteilung
- Bibliothek und Dokumentationszentrum
- Forschung gegliedert in vier Arbeitsbereiche: Alphabetisierung; Lebenslanges Lernen; Erwachsenenbildung;  Afrika.